# Physostégie de Virginie
Physostegia virginiana
Espèce
Classification phylogénétique
La physostégie de Virginie (Physostegia virginiana) est une espèce de plantes à fleurs de la famille des Lamiaceae. C'est une plante herbacée vivace originaire d'Amérique du Nord. Elle se développe dans les milieux frais à humides, tels que les marais, les bords de rivière, fossés ou prairies humides.
Le fruit qui se développe dans la fleur reste invisible, caché au fond du calice ventru. Cette particularité est à l'origine du nom de la plante issu du grec où physa désigne un réservoir souple et stege une bâche.
Le nom vernaculaire anglais, « obedient plant » (plante obéissante) vient du fait que les fleurs, lorsqu'elles sont déplacées latéralement, ne reprennent pas leur position initiale. En français, on l'appelle aussi pour la même raison fleur cataleptique ou Cataleptique de Virginie.

## Description
C'est une plante rhizomateuse qui mesure entre 0,5 et 1,5 m de hauteur selon les variétés. Ses rhizomes blancs, charnus lui permettent de s'étendre sur un rayon de plusieurs mètres de diamètre.

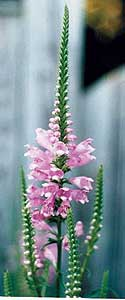
Inflorescence.
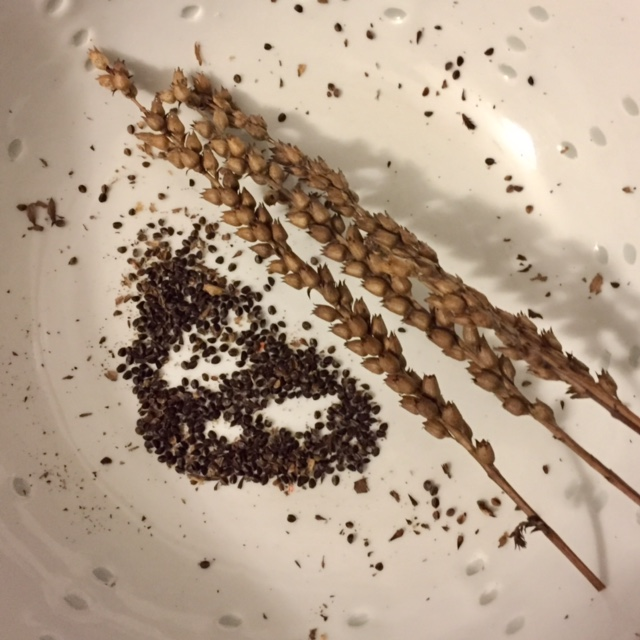
Graines de Physostegia virginiana.
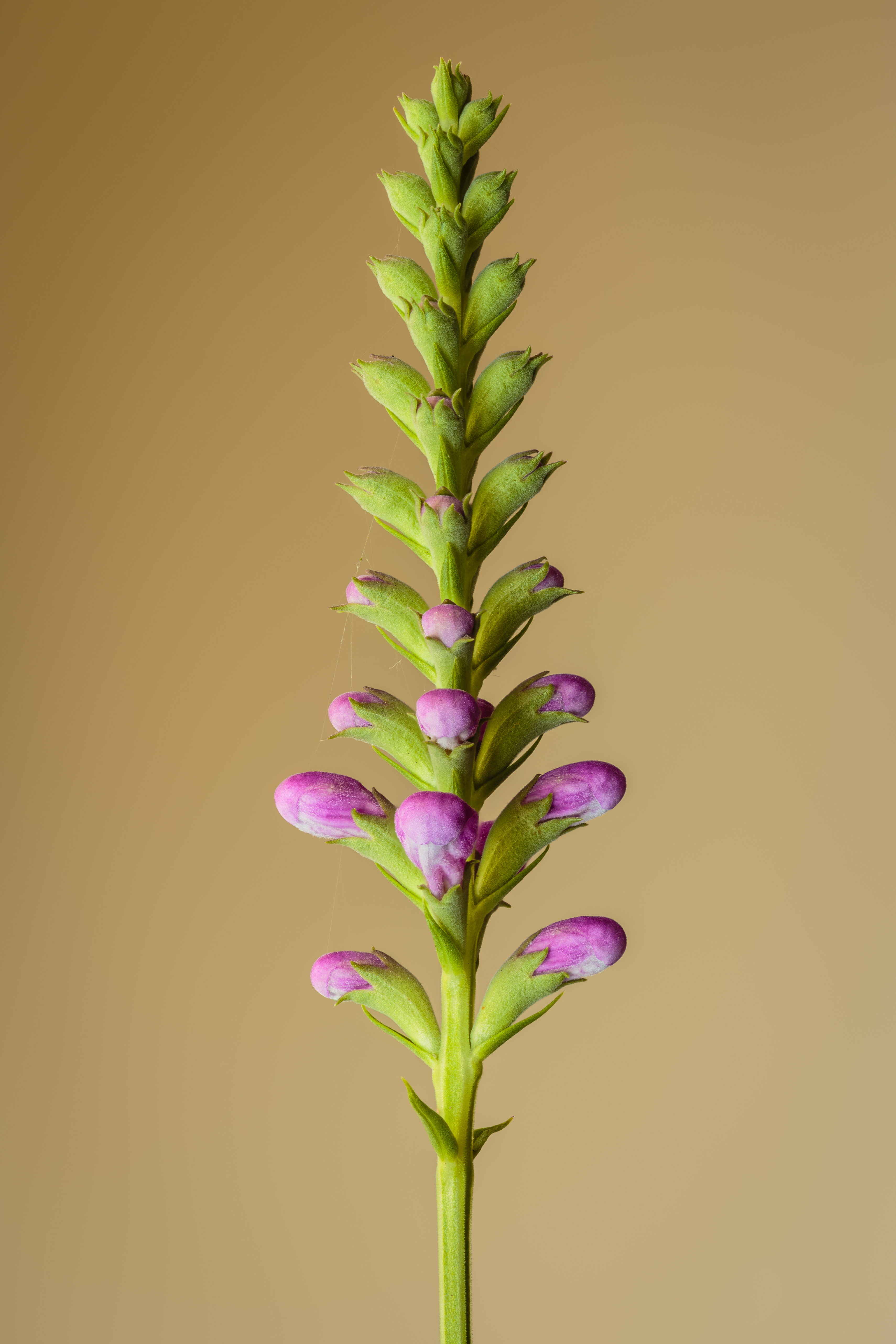
Inflorescence de la physostégie de Virginie.

Les feuilles linéaires vert foncé de 5 et 15 cm de long sont disposées en verticilles. Elles sont étroites, lancéolées, opposées et dentées.
Les hampes florales se développent à la pointe des tiges non ramifiées, portant des épis denses et très réguliers, à 4 rangs de fleurs, elles sont particulièrement graphiques et s'épanouissent à partir de la base. Les fleurs roses ou mauves de 1 ou 2 cm apparaissent vers la fin de l'été (fin août et septembre). Elles sont tubulaires, montrant 5 lobes dont 2 supérieurs et 3 inférieurs. Elles sont pollinisées par les insectes. Chaque fleur accompagnée d'une bractée, possède un calice à sépales soudés, une corolle en clochette terminée par des lèvres de longueur presque identique et quatre étamines à anthères pourpres.
Au cours de la floraison, des épis secondaires se forment à l'aisselle des feuilles supérieures.
Les fleurs donnent de nombreuses petites graines noires.
En hiver, toutes les parties aériennes de la plantes meurent.

## Culture
La physostégie de Virginie est une plante très rustique (jusqu'à -30 °C). Elle est cultivée dans les jardins d'ornement, particulièrement dans les bordures de vivaces. Elle n'est pas exigeante et pousse facilement dans n'importe quelle terre de jardin, au soleil ou à la mi-ombre. Il faut la contrôler, car elle a tendance à devenir envahissante. Il faut aussi éviter de trop la fertiliser car cela provoque un allongement des tiges qui auront alors tendance à verser. De même, la hauteur de la plante est directement liée à la quantité d’eau disponible dans le sol en été. Physostegia virginiana peut se montrer très vigoureuse lorsque le sol est riche naturellement (humus) et humide. Elle aura tendance alors à étouffer alors des plantes voisines plus délicates.
Physostegia virginiana se reproduit facilement par division des rhizomes au printemps ou en en fin d’été et automne.
Les graines germent bien après une stratification froide.

### Cultivars
La forme sauvage est rose violacée, avec des tiges très hautes. Il existe des variétés plus petites et à fleurs blanches telles que ‘Sommer Snow’ ou ‘Miss Manners’. Il existe également des cultivars à feuilles panachées.

## Confusion possible
Chez les Anglo-Saxons, la plante porte parfois le nom de « fausse tête de dragon », false dragonhead, en raison de sa ressemblance avec les fleurs en casque du Dracocephalum moldavica.